# Xosha Roquemore
Xosha Kai Roquemore (/ˈzoʊʃə ˈroʊkmɔːr/ ZOH-shə ROHK-mor; Los Angeles, 11 de dezembro de 1984) é uma atriz norte-americana. Ela é mais conhecida por seus papéis como Jo Ann em Precious e Tamra em The Mindy Project.

## Início da vida e educação
Roquemore nasceu em Los Angeles em 1984 e seu nome vem do povo Xhosa da África do Sul. Ela começou a atuar quando se juntou ao The Amazing Grace Conservatory, na nona série. Após terminar o liceu, ela se mudou para Nova York e se graduou no programa Tisch da Universidade de Nova York.

## Carreira
Roquemore estrelou seu primeiro grande filme como Jo Ann em Precious. Em 2013, ela foi escalada para um papel recorrente em Kirstie baseado em seu trabalho no piloto de telesséries. Seu papel, no entanto, foi reformulado depois que ela foi adicionada ao elenco recorrente de The Mindy Project como resultado de três episódios como atriz convidada.

## Vida pessoal
Roquemore estava em um relacionamento com o ator Lakeith Stanfield em agosto de 2015. Em março de 2017, o casal anunciou a gravidez de Roquemore. Roquemore e Stanfield se separaram após o nascimento de sua filha.

## Filmografia

### Cinema
| Ano  | Título                             | Personagem            | Notas          |
| ---- | ---------------------------------- | --------------------- | -------------- |
| 2008 | Shades of Brooklyn Vol. 1          | Allison               | Curta-metragem |
| 2009 | Precious                           | Jo Ann                |                |
| 2009 | Rivers Wash Over Me                | Racine Buchanan       |                |
| 2011 | Identical                          | Recepcionista do Mark |                |
| 2011 | I Can Smoke?                       | Shirley               | Curta-metragem |
| 2012 | Price Check                        | Donna                 |                |
| 2013 | Let Clay Be Clay                   | TaDenise              |                |
| 2013 | G.B.F.                             | Caprice Winters       |                |
| 2013 | The Butler                         | Foxy                  |                |
| 2014 | Human Code: Emotions/Society       | Ela mesma             | Curta-metragem |
| 2014 | Patton Oswalt Confronts His Haters | Ela mesma             | Curta-metragem |
| 2016 | 9 Rides                            | Mulher Hipster        |                |
| 2017 | All Nighter                        | Megan                 |                |
| 2017 | The Disaster Artist                | Atriz #3              |                |
| 2018 | Mississippi Requiem                | Jovem Tabitha         |                |
| 2018 | Brian Banks                        | Kennisha Rice         |                |
| 2018 | A Rose for Emily                   | Jovem Tabitha         | Curta-metragem |
| 2021 | Space Jam: A New Legacy            | Shanice James         |                |
| 2022 | Who Invited Charlie?               | Emma                  | [ 5 ]          |
| 2023 | First Time Female Director         | Star                  |                |
| 2023 | Family Switch                      | Carrie                |                |
| 2025 | Captain America: Brave New World   | TBA                   | Pós-produção   |

### Televisão
| Year    | Title                        | Role                         | Notes                                                            |
| ------- | ---------------------------- | ---------------------------- | ---------------------------------------------------------------- |
| 2008    | Viralcom                     | Showgirl #1                  | Episódio: "You Got Yourself 30 Seconds"                          |
| 2010    | Nurse Jackie                 | Balconista de City Island    | Episódio: "Comfort Food"                                         |
| 2010    | 10 Things I Hate About You   | Baby                         | Episódio: "Don't Trust Me"                                       |
| 2010    | Law & Order: Criminal Intent | Trina Smith                  | Episódio: "Inhumane Society"                                     |
| 2010    | My Boys                      | Tracee                       | Episódio: "The NTO"                                              |
| 2010    | Playing With Guns            | Cinnamon                     | Telefilme                                                        |
| 2011    | Rescue Me                    | Jayne                        | 2 episódios                                                      |
| 2012    | Southland                    | Drea                         | Episódio: "Community"                                            |
| 2013    | Kirstie                      | Tanya                        | Episódio: "Pilot"                                                |
| 2013    | Dumb Girls                   | Alex                         | Telefilme                                                        |
| 2013–17 | The Mindy Project            | Enfermeira Tamra Webb        | Recorrente (temporada 1), Regular (temporadas 2–6); 81 episódios |
| 2018    | Roseanne                     | Geena Williams-Conner        | Episódio: "Go Cubs"                                              |
| 2018    | I'm Dying Up Here            | Dawn Lima                    | Recorrente (temporada 2)                                         |
| 2019    | First Wives Club             | Marcelle West                | Recorrente (temporada 1)                                         |
| 2019–20 | Black Monday                 | Connie                       | Convidada (temporada 1), Recorrente (temporada 2)                |
| 2019–22 | Sherman's Showcase           | Gladys Knight                | 2 episódios                                                      |
| 2020    | Cherish the Day              | Gently James                 | Personagem principal                                             |
| 2020    | Big Mouth                    |                              | Voz, episódio: "A Very Special 9/11 Episode"                     |
| 2021    | Colin in Black & White       | Erica                        | Episódio: "Cornrows"                                             |
| 2021    | Let's Get Merried            | Emma                         | Telefilme                                                        |
| 2022    | Atlanta                      | Xosha                        | Episódio: "Tarrare"                                              |
| 2023    | Bob's Burgers                | Adolescente com unhas loucas | Voz, episódio: "These Boots Are Made for Stalking"               |